# 大花黄杨
大花黄杨（学名：Buxus henryi）是黄杨科黄杨属的植物，是中国的特有植物。分布于中国大陆的四川、贵州、湖北等地，生长于海拔1,300米至2,000米的地区，多生长在山坡林下，目前尚未由人工引种栽培。